# Audrey Raines
Audrey Raines is een personage uit de televisieserie 24, gespeeld door Kim Raver. Ze verschijnt in seizoen 4 voor het eerst.
Audrey is de dochter van de minister van defensie, James Heller. Ze is getrouwd met Paul Raines, maar ze hebben een time-out in hun relatie genomen. Na een half jaar, als Jack Bauer voor haar vader werkt, krijgt ze een relatie met hem.

## Seizoen 4
In seizoen 4 wordt Audrey ontvoerd samen met haar vader, Jack weet haar te redden, maar gedurende het seizoen wordt Audreys man Paul er ook bij betrokken.
Als Jack en Paul in een vuurgevecht belanden redt Paul Jack, waarna hij zelf geraakt wordt.
Als Paul geopereerd wordt moet Jack zijn getuige weten te redden, hij dwingt de dokters Paul aan zijn lot over te laten waarna Paul sterft.
Audrey kon het hem niet vergeven. Aan het eind vertelt ze Jack dat ze van hem houdt maar geen relatie meer met hem kan hebben.
Aan het eind van het seizoen laat Jack het met hulp van Tony Almeida, Michelle Dessler en Chloe O'Brian, lijken dat hij dood is, omdat de Chinezen achter hem aan zitten vanwege een delict in hun ambassade. Audrey weet dit niet en denkt dat Jack dood is.

## Seizoen 5
In seizoen 5, heeft Audrey het zichzelf nooit kunnen vergeven dat Jack met de gedachte stierf dat ze hem haatte. Maar Jack blijkt helemaal niet dood te zijn, door de dag heen lijkt hun relatie zich te herstellen, maar dat wordt gedwarsboomd door Jacks ontvoering aan het eind van het seizoen.

## Seizoen 6
In seizoen 6 blijkt Audrey op zoek gegaan te zijn naar Jack in China. Daar is ze door Chinezen ontvoerd. Jack weet haar te ruilen in ruil voor een chip, maar Audrey is er niet goed aan toe. Ze heeft een posttraumatische stoornis en reageert amper op personen. Aan het einde van het seizoen zegt Jack haar voorlopig vaarwel.